# Starlight (Gotthard)
Starlight è un singolo del gruppo musicale hard rock Gotthard, il secondo estratto dal decimo album studio Firebirth. È stato pubblicato il 20 aprile 2012.
La canzone ha due versioni: una radio mix per, appunto, le radio e un'altra acustica.

## Video musicale
Il 15 aprile 2012 nei dintorni di Berlino, Germania, è stato girato il videoclip del brano che è stato pubblicato il 3 maggio 2012. Il tutto si svolge all'esterno e all'interno di una vecchia fabbrica di cibo per animali dove sono anche state girate delle scene del film di Quentin Tarantino Bastardi senza gloria (Inglourious Basterds). Nella prima parte del video si vedono immagini dei vari componenti del gruppo che suonano da soli all'esterno della fabbrica alternate a quelle di alcune ragazze e alcuni byker che si stanno preparando e dirigendo verso il luogo dell'azione. Nella seconda parte si vede invece la band che suona assieme, all'interno, con in mezzo e attorno varie lingue di fuoco e il pubblico che urla, incita e muove le mani a ritmo.

## Tracce
CD e iTunes
1. Starlight (Radio mix) - 3:35
2. Starlight (Versione acustica) - 3:56

## Formazione
- Nic Maeder - voce
- Leo Leoni - chitarra
- Freddy Scherer - chitarra
- Marc Lynn - basso
- Hena Habegger - batteria